# Belle Vue Zoological Gardens
Koordinaten: 53° 27′ 49″ N, 2° 11′ 15″ W
Der Belle Vue Zoological Gardens war ein großer Zoo, Freizeitpark, Komplex von Ausstellungshallen und Speedway-Stadion in Belle Vue einem Ortsteil von Manchester, England. Der Park eröffnete 1836 und wurde bis 1987 genutzt. Als geistiges Kind von John Jennison war der Park ursprünglich als Freizeitpark für die „genteel middle classes“ (noble Mittelklasse) konzipiert mit Ziergärten und Tanzveranstaltungen auf Openair-Tanzplätzen während des Sommers, aber er entwickelte sich bald zu einer der beliebtesten Attraktionen in Nordengland. Vor dem Umzug nach Belle Vue betrieb Jennison bereits eine Voliere in seinem Heim. Aus diesem kleinen Anfang entstand der dritt-größte Zoo im Vereinigten Königreich.
Jennison gestaltete ein kleines Freizeitgelände in Belle Vue in den 1870ern, das sich bis zum Anfang des 20. Jahrhunderts zum „showground of the world“ entwickelte. Vergnügungsattraktionen waren unter anderem eine Achterbahn, die damals bereits 60 mi/h (97 km/h) erreichte und die Scenic Railway (Parkeisenbahn). Außerdem wurden weitere Attraktionen angeboten wie Feuerwerk (ab 1852) und Christmas Circus (ab 1922). Musik und Tanz gab es in mehreren Ballrooms. Die Kings Hall, eröffnet 1910, beherbergte das the Hallé Orchestra und diente als Veranstaltungsort für Konzerte mit Künstlern wie Jimi Hendrix, The Who, The Rolling Stones, Leonard Cohen, Johnny Cash und Led Zeppelin.
Das Catering für Besucher wurde in industriellen Dimensionen durchgeführt und stellte unterschiedlichste Angebote bereit, angefangen von den Hot Water Rooms des 19. Jahrhunderts, in denen bis zu 3.000 Personen ihre selbstmitgebrachten Speisen mit bereitgestelltem Geschirr und heißem Wasser verzehren konnten, bis hin zu edleren Restaurants. Belle Vue wurde in den 1960ern Teil des Geschäftsimperiums von Caterer und Hotelier Charles Forte. Er sorgte zwar für einige Verbesserungen im Bereich des Zoos, legte seinen Schwerpunkt aber auf den Ausbau der Restaurant- und Ausstellungsgelände. Die Kings Hall war zu dieser Zeit die größte Ausstellungshalle außerhalb Londons, aber die Konkurrenz durch das G-Mex Exhibition and Conference Centre in Manchester führte unmittelbar zur Schließung 1987.
In Hochzeiten umfasste Belle Vue eine Fläche von 67 Hektar (165 acres) und wurde von mehr als 2 Millionen Besuchern im Jahr frequentiert, bis zu 250.000 Besucher kamen oft allein an Ostern. Der Zoo schloss im September 1977, nachdem die Eigentümer die Verluste von 100.000 £ jährlich nicht mehr tragen wollten. Der Freizeitpark blieb an den Sommerwochenenden bis 1980 geöffnet. Das Land wurde 1982 verkauft und das Gelände 1987 abgeräumt. Die einzigen Überbleibsel von Belle Vue sind heute das Belle Vue Stadium (Windhund-Rennstrecke) und eine Snooker-Halle im ehemaligen Parkhaus.

## Geschichte
Belle Vue Zoological Gardens war das geistige Kind des Unternehmers und Freizeit-Gärtners John Jennison. Er hatte das Gelände um sein Heim in Adswood, Stockport, bereits 1826 öffentlich zugänglich gemacht, wo er zusammen mit seiner Frau Maria Früchte und Gemüse verkaufte. Diese Anlage nannte er Strawberry Gardens und später Jennison's Gardens. Manchesters wachsende Bevölkerung begünstigte die Entwicklung einer Freizeitindustrie und öffentliche Parkanlagen wurden populär. 1828 oder 1829 erwarb Jennison ein Stück Land, das an sein Grundstück grenzte und errichtete auf den 0.5 acre ein Aviary, das man gegen Eintrittsgebühr besuchen konnte. Das erste Tier war eine gefangenen Drossel. Jennison öffnete sein Heim als Public House, The Adam and Eve, und führte es zusammen mit seiner Frau.

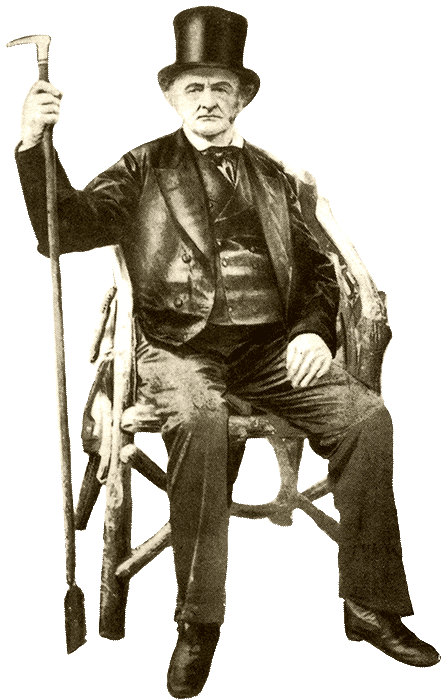
John Jennison, Gründer des Belle Vue Zoological Gardens.

1835 kam der Geschäftsmann George Gill auf Jennison zu und schlug vor Belle Vue zu pachten, einen Pub in der offenen Flur mit 35.75 acre (14,5 ha) Grundstück zwischen Kirkmanshulme Lane und der Hyde Road. Jennison nahm ein Hypothekendarlehen in Höhe von £300 auf, um einerseits eine andere Hypothek (£80), mit der Strawberry Gardens belastet war, zu tilgen und mit dem Rest Versuchsweise einen Pachtvertrag über sechs Monate für das Belle Vue-Anwesen zu bezahlen. Das war im Juni 1836. Im Dezember unterzeichnete Jennison einen Pachtvertrag auf 99 Jahre mit einer jährlichen Pacht von £135. Für zusätzliche £100 im Jahr pachtete er zusätzlich Land um die Westgrenze bis an die Redgate Lane, in der Nähe der Stockport Road, vorzuschieben, wo er einen zweiten Eingang anlegte. Um weitere Investitionen vorzunehmen, nahm Jennison eine neue Hypothek auf das Gelände auf in Höhe von £800.
Neben ihren Habseligkeiten, die zu dieser Zeit alle in einem Handkarren Platz fanden, nahmen die Jennisons nur mehrere Vogelkäfige mit Papageien und anderen Vögeln mit nach Belle Vue. Zur Eröffnung 1836 hatte Belle Vue einen Italian Garden, Seen, Irrgärten und Gewächshäuser, sowie eine Voliere. Die Familie entschied, dass ihre zoologische Sammlung als erstes vergrößert werden müsse. und bereits 1839 hatten sie Elefanten, Löwen und weitere afrikanische Tierarten erworben. Nach und nach kamen verschiedene andere Attraktionen dazu, unter anderem 1847 eine Rennbahn. Die Gärten waren sofort ein voller Erfolg, nur die benachbarte Gemeinde der St James's Church war erbost, dass die Gärten sonntags geöffnet waren. Sie forderten Jennison auf, die Gärten zu schließen, solange Gottesdienste abgehalten wurden; er lehnte „höflich, aber bestimmt, ab“.
Zutritt zum Park, der im Sommer bis 9:00 Uhr abends geöffnet war, erhielt man für 10 shilling für Familien und 5 shillings für Einzelpersonen, was mit dem Einkommen der meisten Arbeiter zu dieser Zeit undenkbar war. Es wurden Konzerte für „genteel music“ (vornehme Musik) aufgeführt, und es gab Tanzveranstaltungen mit verschiedenen Bands auf einer großen hölzernen Open-Air-Platform. Ursprünglich war das einzige öffentliche Verkehrsmittel nach Belle Vue ein Pferde-gezogener Omnibus vom heutigen Piccadilly in Manchester, aber die letzte Abfahrtszeit um 6:00 Uhr abends fiel zusammen mit dem Arbeitsende der meisten Arbeiter. Der erste Bahnhof in der Nähe wurde 1842 eröffnet, wodurch es Arbeitern leichter möglich wurde, den Park zu besuchen, und 1848 kam es zu Beschwerden in der Presse, dass „roughs“ (Rohlinge) in gewöhnlicher Kleidung Ladies aus der Mittelschicht entrüsteten, weil sie ihnen auf dem Tanzplatz Avancen machten. Es gab auch Beschwerden über Männer aus der Arbeiterklasse, die zusammen tanzten, und zunehmend Forderungen von Wortführern der Arbeiter, weil Belle Vue „verbotene Kleidervorschriften, beschränkte Öffnungszeiten und un-einladende Eintrittspreise machte.“ Jennison kam in eine Krise: entweder erhielt er den Park als elitären, Klassen-orientierten vornehmen Rückzugsort für die Oberen Klassen, oder er öffnete den Park für die Massen. Zeitweise schickte Jennison Kutschen zur Bahnstation, um Erste-Klasse-Passagiere abzuholen, aber gab dies bald wieder auf und verzichtete dann auch darauf, Subscription Tickets (Vorbestell-Karten) auszugeben. Er setzte den Eintrittspreis auf 4d (Schilling) fest und erhöhte 1851 auf 6d.

### Finanzielle Schwierigkeiten
Der Park war zwar in den Anfangsjahren ein großer Erfolg, aber bereits 1842 kam Jennison in finanzielle Schwierigkeiten, und am 13. Dezember wurde das Bankrott-Verfahren eingeleitet. Jennisons Probleme entstanden, weil er das Gelände von Strawberry Gardens nicht verkaufen konnte, weil er Konkurrenz durch den neueröffneten Manchester Zoological Gardens erhielt und weil außerdem die Manchester and Birmingham Railway mit ihrer Trasse das Areal durchtrennte, das Jennison 1836 gepachtet hatte. Damit war der Zugang zum Park behindert. Jennison versuchte zweimal erfolglos, Belle Vue zu verkaufen. Erst danach erlaubten die Gläubiger ihm, den Park zum Erfolg zu führen, und Ende 1843 war Jennison dann im Stande, seine Schulden zu bezahlen. Die Bahnlinie, die zunächst eine Erschwernis darstellte, entwickelte sich zum Vorteil, weil die Longsight Railway Station 1842 näher an das Gelände von Belle Vue verlegt wurde. Dadurch hatten es Besucher leichter, den Park zu erreichen.

### Erweiterung
1843 wurden 13 acre Farmland am Westrand des Parks zusätzlich angegliedert. Einer der Teiche wurde vergrößert, um Bootsfahrten zu ermöglichen. Dieser Teich wurde später der Firework Lake. Eine Insel in der Mitte des Sees erhielt ein Museum für Naturgeschichte. 1858 wurden weitere 8 acre gepachtet, im Dreieck zwischen der Kirkmanshulme Lane und der Hyde Road, wo Ton abgebaut wurde, um Ziegel für die Gebäude des Parks herzustellen. Die große Tongrube ließ Jennison mit Wasser volllaufen, wodurch 1858 der Great Lake entstand. Zwei Raddampfer, die Little Eastern und die Little Britain mit jeweils 100 Passagierplätzen, boten Fahrten um den See für 1 d (Penny) an. 1905 umfasste Belle Vue 68 acre (28 ha) umzäunten Geländes und zusätzlich 97 acre (39 ha) außerhalb seiner Mauern.

### Kriegsjahre
Während des Ersten Weltkrieges wurden die Flächen vom Manchester Regiment für Exerzierübungen genutzt und eine Munitionsfabrik mit Gleisanschlüssen wurde gebaut.
Zu Ausbruch des Zweiten Weltkrieges schlossen die Gärten am Mittag nach der Kriegserklärung an Deutschland am Sonntag, den 3. September 1939, wobei eine Probe („open rehearsal“) des Gorton Philharmonic Orchestra zwangsweise beendet wurde. Das Militär requirierte unmittelbar die Exhibition Hall, die Restaurants und einen Großteil des Obergeschosses der Verwaltungsgebäude. Sie übernahmen auch den Sportplatz als Basis für den Einsatz von Sperrballons und gruben mehrere Luftschutzbunker. Die Gärten erhielten am 15. September 1939 die Erlaubnis zu öffnen und blieben während der gesamten Kriegszeit geöffnet, auch wenn ein Teil des Geländes von der Manchester Corporation requiriert und in allotments (Kleingärten) umgewandelt wurde.
Der Zweite Weltkrieg erzwang des Öfteren den Abbruch von Veranstaltungen und brachte Probleme mit sich, alle Tiere zu füttern; dennoch erwies er sich als lukrativ für den Park. Die Gewinne wuchsen ständig und die Company konnte mehrere Ausgleichszahlungen für die Requirierungen erhalten. Die Firma erhielt 1941 £4000 und 1942 nochmals £7.242 (heute umgerechnet ca. 300.000 EUR); aus Dankbarkeit für die letztere Zahlung schenkte die Firma dem Civil Defence Service eine neue mobile Kantine.

### Besitzerwechsel
Die Jennisons hatten seit 1895 erwogen, eine limited company zu gründen. Die Familie war damit einverstanden, außer Richard, John Jennisons jüngster Sohn. Nach seinem Tod 1919 gründeten die verbleibenden Familienmitglieder die John Jennison & Co Ltd mit einem Kapital von £253.000 (heute vergleichbar mit 11,5 Mio. EUR), darin waren Investments und Loans (Kredite) in Höhe von £63.000 beinhaltet. George Jennison wurde Chairman, Secretary, Treasurer und Joint Managing Direktor zusammen mit John Jennison Jnr, John Jennison Snrs Urenkel. John, William, Angelo und Richard Jennison Jnr wurden in das Board of Directors berufen, von dem es heißt, dass es ein „sehr fröhliches Board mit wenigen Treffen und komplettem Fehlen von Streitigkeiten war“.
Am 27. November 1924 stimmten die Jennisons dem Verkauf für £250.000 an Harry George Skipp zu, aber er handelte nur als Mittelsmann und am 6. März 1925 wurde ein weiterer Vertrag von den Jennisons, Skipp und einer neuen Firma Belle Vue (Manchester) Ltd. unterzeichnet. 1925 übernahm die Gesellschaft den Park und unter dem Managing Director, John Henry Iles, entwickelte sich der Park zu dem weltbekannten Amusement Park.

### Spätere Jahre
Belle Vue erlebte einen kurzen Nachkriegs-Boom. Noch während der frühen 1960er Jahre kamen bis zu 150.000 Besucher am Ostermontag, aber am Ende des Jahrzehnts gingen die Besucherzahlen zurück auf ca. 30.000, zumal die Konkurrenz von anderen Amusement Parks wuchs. Sir Leslie Joseph und Charles Forte kauften Belle Vue 1956, aber bereits 1963 war Forte der einzige Eigentümer. Obwohl er einige Verbesserungen im Zoo schuf, lagen Fortes Interessen im Ausbau der Restaurants und Ausstellungsflächen des Parks. Feuer wurde zur „immer gegenwärtigen Bedrohung“ (ever present hazard) in den späteren Jahren. Das verheerendste Feuer ereignete sich 1958 und zerstörte viele Gebäude, unter anderem den Coronation Ballroom. Obwohl der Zoo verschont blieb, kam das Feuer fast bis an das Lion House heran, wodurch eine ältere Löwin so sehr in Panik geriet, dass man sie erschießen musste. Vandalismus und Diebstahl wurden dauerhafte Probleme; Eindringlinge töteten 1960 38 der Vögel, unter anderem 9 Pinguine.

## Zoo

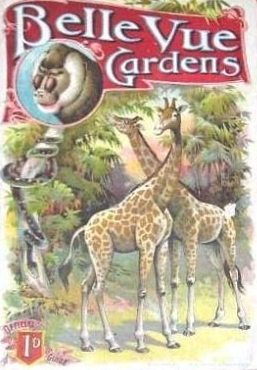
Cover des offiziellen Guidebook 1906.

Belle Vue war der erste privat finanzierte Zoo in England und entwickelte sich zum drittgrößten in Großbritannien. Jennisons ursprüngliche Idee war, den Garten als „Botanical Excursion“ zu gestalten, aber es wurde schnell klar, dass die Besucher an Tieren mehr interessiert waren. Die ersten Tiere waren Ziervögel und einige Papageien, aber Jennison erwarb wohl auch diejenigen Tiere, die nicht verkauft werden konnten, als der Manchester Zoological Gardens 1842 schloss. 1856 hatten die Jennisons zudem Kängurus, Nashörner, Löwen, Bären und Gazellen erworben.
1871 erwarb der Zoo vier Giraffen; im folgenden Jahr kam ein Elefant, Maharajah, hinzu, der bei Wombwell's Menagerie No.1 in Edinburgh für £680 gekauft worden war. Der Plan, Maharajah von Edinburgh nach Manchester im Zug zu verfrachten, wurde aufgegeben, nachdem der Elefant das Zugabteil verwüstet hatte, in dem er reisen sollte. Man entschied, dass Maharajah mit seinem Trainer, Lorenzo Lawrence, nach Manchester laufen sollte, eine Reise, die die beiden in 10 Tagen mit wenig Vorfällen hinter sich brachten. Lorenzo wurde der leitende Elefantenpfleger des Zoos und blieb über 40 Jahre in Belle Vue. Mit Maharajah wurden Elefantenritte angeboten, bis er nach zehn Jahren an Lungenentzündung starb (1882). Sein Skelett wurde konserviert und im Natural History Museum des Parks ausgestellt. Als das Museum 1941 aufgelöst wurde, wurde das Skelett zusammen mit anderen Exponaten ins Manchester Museum gebracht.

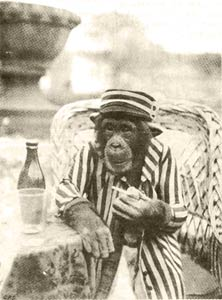
Consul in seinem Nachruf 1894.

1893 wurde ein Schimpanse von einer anderen Wombwell's Travelling Menageries in London erworben. Der vier Jahre alte Schimpanse, Consul, wurde in einen Smoking gesteckt, erhielt einen Hut und zog an einer Cob Pipe; oft begleitete er James Jennison zu Geschäftsgesprächen. Consul war ausgesprochen populär und nach seinem Tod am 24. November 1894 wurde ein Nachruf gedruckt, zu dem Ben Brierley das Gedicht beisteuerte:

„"Hadst thou a soul?" I've pondered o'er thy fate

Full many a time ... Thou hadst ways

In many things like ours. Then who says

Thou'rt not immortal? ...

'Tis God alone who knows where the "Missing Link"

Is hidden from our sight; but, on the brink

Of that Eternal line where we must part

For ever, sundering heart from heart

The truth shall be revealed ...

Deutsche Übertragung:
„Hattest DU einen Seele?“ Ich habe oft über dein Schicksal nachgedacht / Oft ... hattest DU Verhaltensweisen / in vielen Dingen wie wir. Dann wer sagt / dass DU nicht unsterblich bist?... / Es ist Gott allein, der weiß, wo das „Missing Link“ / vor unseren Augen verborgen ist; aber an der Grenze / dieser Ewige Linie, wo wir uns trennen müssen / für immer, trennend Herz von Herz / wird die Wahrheit offenbar werden...“

Die Jennisons erwarben sofort einen Ersatz, Consul II, der eine Violine spielte, während er auf einem Tricycle durch den Park fuhr, und später sogar mit einem Fahrrad.
Futter für die Tiere konnte während des Ersten Weltkrieges nur schwer erworben werden, aber im Großen und Ganzen lief der Betrieb im Park weiter wie gewohnt. Nach dem Friedensschluss wurden mehrere Affen erworben, die ursprünglich für staatliche Experimente mit Giftgas eingesetzt werden sollten, sowie ein Flusspferd, ein Dromedar und ein Zebra. 1921 und 1922 erwarb der Zoo zwei Tiere, die große Publikumslieblinge wurden. Lil, eine Indische Elefantendame, die von ihrem britisch-malayischen Führer, Phil Fernandez, begleitet wurde. Phil und Lil boten Unterhaltung, Werbefläche, und boten 35 Jahre lang Elefantenritte an. Frank, ein Braunbär, kam 1922 in den Zoo. Als er 40 Jahre später starb, war er bekannt als der „Father of the Zoo“.
Freiluftgehege im Affenhaus sorgten dafür, dass die Lebenserwartung der Tiere enorm anstieg, aber die Erweiterungs- und Verbesserungsmöglichkeiten nach dem Ersten Weltkrieg waren durch die Wirtschaftslage der Nachkriegsjahre begrenzt. Steigende Lohnkosten und minimale Profite verursachten im Park einen zunehmenden Verfall. Der Zoo wurde zunehmend vernachlässigt nach dem Verkauf 1925, aber er wurde durch die Ernennung von Gerald Iles als Zoo-Superintendent 1933 wiederbelebt. Ein neuer Gibbon-Käfig und ein Affenfelsen (Monkey Mountain) entstanden und das Reptilienhaus wurde erweitert.
Bei Ausbruch des Zweiten Weltkrieges 1939 wurden die Tierpfleger mit Gewehren ausgestattet, um im Falle einer Bombardierung des Zoos gegen gefährliche Tiere nach einem möglichen Ausbruch gewappnet zu sein. Eine Nachtwache wurde eingeführt um 24 Stunden täglich die Tiere zu bewachten. Eine Liste gefährlicher Tiere umfasste 13 Löwen, 6 Tiger, 2 Leoparden, 1 Gepard, 2 Tigons, 3 weitere Kleinkatzen und mehrere Bären. Obwohl die Verwalter des Zoos die Behörden erfolgreich davon überzeugten, dass die Gefahr die von den Tieren ausging nur minimal war – vor allem weil die Umgrenzungsmauern des Zoos so hoch waren – wurden die Pfleger in ihrer Rolle als Scharfschützen ersetzt durch Soldaten, die bewaffnet mit Tommy Guns patrouillierten.
Die Tierbestände wurden vergrößert durch Tiere, die aus anderen Zoos erworben wurden, welche gezwungen waren zu schließen. Anfangs erhielt der Zoo bevorzugte Rationierungen, aber manche Futterarten wurden unbeschaffbar und die Preise von anderen stiegen dramatisch an. Bananen waren nicht mehr erhältlich und die Beschaffung von Fisch war problematisch. Die Pfleger wurden dadurch gezwungen zu experimentieren. Die Seelöwen wurden Opfer der Futterknappheit, als die Pfleger versuchten, ihnen Rindfleisch-Streifen getränkt in Lebertran anzubieten. Obwohl sie zunächst gut mit der neuen Diät zurechtzukommen schienen, konnte ihre Verdauung mit der ungewohnten Nahrung nicht zurechtkommen und sie starben bald darauf an Magengeschwüren. Das neue Löwenfutter bestand aus grün gefärbtem Pferdefleisch und die Affen erhielten gekochte Kartoffeln. Die Paradiesvögel (Mangel an Hirse) und die Pinguine konnten sich nicht an das improvisierte Futter gewöhnen und verhungerten. Gemüse war jedoch ausreichend vorhanden, da die Mitarbeiter auch Salat, Kohl und Karroten in ihren eigenen Küchengärten anbauten.
Unterbrechungen in der Gasversorgung und der Ausfall der Heizung für die Aquarien führten zum Verlust aller tropischen Fische und verschiedener anderer Tiere, unter anderem auch der Löwin Pearl und ihres Wurfes Welpen. Obwohl Manchester während des Manchester Blitz schwer bombardiert wurde, erlitt der Park nur kleinere Schäden. Die Scenic Railway wurde durch eine Brandbombe getroffen und das Reptilienhaus wurde durch Bombensplitter von Ack-ack Guns getroffen, durch welche auch der Tod eines Bisonbullen verursacht wurde.
Iles blieb Superintendent bis 1957 und bewies sich als fähiger Öffentlichkeitsarbeiter für den Zoo. Unter anderem beteiligte er sich an Radio- und Fernsehprogrammen wie Children's Hour. Eine neue Attraktion wurde 1963 geschaffen, eine Chimps' Tea Party (Chimpansen-Teaparty), die besonders beliebt war. Der letzte Superintendent des Zoos, Peter Grayson, übernahm 1971, aber zu dieser Zeit hatten die Eigner von Belle Vue das Interesse am Zoo verloren und eine Schließung wurde immer wahrscheinlicher.
Die Nachricht, dass Belle Vue Zoological Gardens am 11. September 1977 schließen würde, wurde auf BBC Radio am 4. August 1977 um 10:00 Uhr veröffentlicht. Die 24 Pfleger wurden eine Stunde vor der Ausstrahlung der Radiomeldung informiert. Als Grund wurde angegeben, dass die Gesellschaft die Verluste von ca. £100.000 jährlich nicht mehr tragen könne. Kurz vor der Schließung wurden einige ungiftige Reptilien aus dem Reptilienhaus gestohlen, von denen nur eine 10 ft (3,3 m) lange Python wiedergefunden wurde.
Eine 15 Jahre alte Elefantendame, Ellie May, hatte unglücklicherweise den Ruf entwickelt, aggressiv zu sein, wodurch sie extrem schwer verkäuflich wurde. Ihre Futterkosten konnten kaum noch bewilligt werden, aber Grayson weigerte sich, sie einschläfern zu lassen. Obwohl er den Zoo bereits im Januar 1978 verließ, kam Grayson regelmäßig, um Ellie May zu versorgen, das letzte Tier, das noch im Zoo lebte. Letztendlich stimmte Diergaarde Blijdorp in Rotterdam zu, sie zu übernehmen, und Pläne für ihren Transport wurden gemacht. Ellie May weigerte sich jedoch, sich zu bewegen, und entwickelte über Nacht eine Lungenentzündung und Herzversagen. Grayson und der Tierarzt, David Taylor, erkannten, dass sie sich nicht erholen würde, und entschieden, einen Scharfschützen zu rufen, der ihr den Gnadenschuss gab.
Die öffentliche Reaktion auf die Schließung des Zoos war „relativ indifferent“, und es gab nur wenige schwache Proteste. Der Park blieb für Besucher zu einem ermäßigten Preis offen bis Anfang November. Zu diesem Zeitpunkt waren auch die meisten Tiere für eine geschätzte Summe von £100.000 verkauft.

## Vergnügungspark

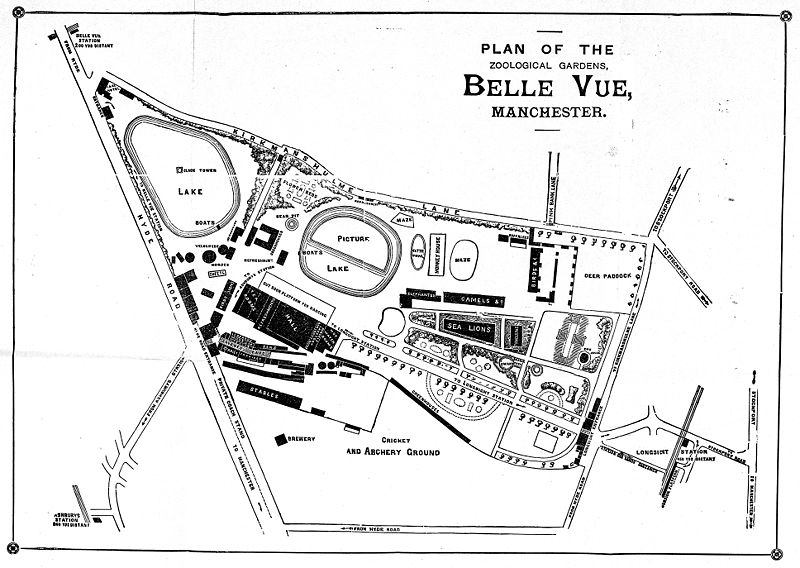
Plan des Parks aus dem offiziellen Parkführer von 1892.

Unter der Leitung der Jennisons waren die Hauptprioritäten in Belle Vue der zoologische und botanische Garten; Fahrgeschäfte galten ihnen als reine Zerstreuung. Die Jennisons legten zwischen 1836 und 1898 Ziergärten in unterschiedlichen Stilen an, unter anderem Labyrinthe, Grotten, einen Italienischen Garten, „billiard-table lawns“ (Billard-Tisch-Rasen) und bauten tropische Gewächshäuser. Exotische Gebäude, wie ein indischer Tempel und Grotten, wurden entworfen von George Danson, dem Landschaftskünstler von Belle Vue. Der Tempel sollte einen zerfallenen Tempel darstellen und beherbergte neben Schlangen und Krokodilen auch Pflanzenvitrinen. Ende des 19. Jahrhunderts verließ sich der Park fast komplett auf seine schönen Gärten als Attraktion. Aber schon 1931 war der Formalismus komplett verschwunden. Im Park wurden auch große politische Kundgebungen für die unterschiedlichsten Parteien abgehalten, wie zum Beispiel die Great Liberal Demonstration von 1924, bei der David Lloyd George eine Ansprache an ca. 50.000 Demonstranten hielt – die erste politische Veranstaltung bei der Lautsprecher eingesetzt wurden. Die British Union of Fascists, bekannt als die Blackshirts, veranstaltete dort im September 1934 auch eine Kundgebung. Ein zeitgenössischer Kommentator bemerkte dazu: „Vielleicht wird der Ku Klux Klan eines Tages dort eine Veranstaltung machen, denn Belle Vue ist nichts außer nicht katholisch.“
Die Jennisons gestalteten in den 1870ern einen kleinen Vergnügungspark in der Nähe des Haupteingangs an der Hyde Road. Dort gab es einige dampfgetriebene Fahrgeschäfte wie die Ocean Wave, die 1894 gebaut wurde und die einen Seesturm simulierte.
John Henry Iles, der 1925 die Verantwortung in Belle Vue übernahm, sah im Ausbau der Fahrgeschäfte und in Unterhaltungsangeboten die Zukunft und führte Angebote wie Autoscooter (dodgems), den Caterpillar (Raupe), den Ghost Train, Jack & Jill, und die Flying Sea Planes (Flugzeugkarussell). Der Scenic Railway (Panoramabahn), welcher 1925 angeschafft wurde, aber erst zwei Jahre später zum Einsatz kam, wurde zu einem von Belle Vues beliebtesten Fahrten und blieb bis 1975 in Gebrauch.
The Bobs Rollercoaster war jedoch die beliebteste Achterbahn. Sie erhielt ihren Namen, weil sie noch zusätzlich einen Schilling (umgangssprachlich: „bob“) kostete. Sie hatte eine Fallhöhe von 24 m im Winkel von 45°. Die Züge erreichten dort eine Geschwindigkeit von 60 mi/h (97 km/h). Die Bahn wurde von Harry Traver gebaut und geplant von Fredrick Church, der für diese Achterbahn eine ganze Reihe von technischen Innovationen erfunden hatte. Die auffällige weiße Holzkonstruktion wurde zu einem Wahrzeichen der Belle Vue Skyline.
In den 1960ern und 70ern führte „Professor“ Len Tomlinson einen der letzten Flohzirkusse Großbritannien in einem kleinen Kiosk beim Amusement Park. Der Flohzirkus schloss Ende der 1970er, da die verbesserten hygienischen Bedingungen es immer schwieriger machten, Menschenflöhe zu bekommen.
Als der Zoo 1977 schloss, wurde verkündet, dass der Amusement Park erweitert werden sollte mit „neuen Aktiv-Angeboten“. 1978 wurde das Gelände in Belle Vue Leisure Park umbenannt und das Tropical River House (Tropenhaus) wurde in eine Skateboard-Arena umgewandelt, im erfolglosen Bestreben, Gewinn aus der neuen Mode aus Amerika zu ziehen. 1977 schloss London Festival Gardens in Battersea, London, und Belle Vue konnte den Jetstream Ride von dort erwerben.
Andere Attraktionen, die etwa zur selben Zeit geschlossen wurden, wie der Zoo, waren die Boote auf dem Firework Lake und die Parkeisenbahn. 1979 wurde der Amusement Park an den Haupt-Konzessionär, Alf Wadbrooke, verpachtet. zu dieser Zeit war er jedoch nur noch an Wochenenden in der Sommersaison geöffnet. Im August 1980 wurde Wadbrooke aufgefordert den Park zum 26. Oktober 1980 vollends zu schließen und seine Anlagen bis zum Februar 1981 abzubauen.

## Musik und Tanz
1853 veranstaltete Belle Vue das erste britische Open Brass Band Championship (Blasmusikwettbewerb). 16.000 Zuschauer nahmen teil und es entwickelte sich eine Tradition, die bis 1981 andauern sollte. Die Brass Band Contests lebten in den 1970ern nochmals auf und Derbys zwischen lokalen Bands konnten bis zu 5.000 Besucher anziehen.
Belle Vue hatte auch verschiedene Ballrooms (Tanzsäle), von denen der erste 1851 erbaut wurde, oberhalb eines Hotels am Longsight-Eingang. Ein größerer Saal, die Music Hall, wurde 1856 erbaut, unter der Feuerwerks-Tribüne. Dort konnten 10.000 Personen auf dem 27000 sqft (2.500 m²) großen Parkett untergebracht werden. Eine hölzerne Open-Air-Tanzplattform wurde 1852 eröffnet und 1855 wurde sie auf eine Fläche von 0,2 ha erweitert. Den Sommer über wurde Musik von Bands wie Belle Vue Military-, Belle Vue Quadrille und Cheetham Hill Brass Band gemacht. Open-air-Tanz fand bis in die 1940er statt, dann wurde die Plattform in eine Rollschuhbahn umfunktioniert. Sie brannte 1958 ab. Dasselbe Feuer zerstörte den Coronation Ballroom, der 1959 durch einen „großen Saal-Komplex“ ersetzt wurde, den New Elizabethan Ballroom. Dieser Komplex hatte Platz für 4.000 Tänzer auf zwei Parketts und die größte Wurlitzer-Orgel in Europa (1967). Die Location galt als unübertroffen in Größe, Komfort und Eleganz in Großbritannien. Viele bekannte Bands dieser Zeit spielten regelmäßig zum Tanz auf, unter anderem Geraldo and his Orchestra und das Joe Loss Orchestra. In den 1960ern und 70ern wurde im Ballroom auch Discothèque gespielt, wie zum Beispiel Jimmy Saviles Top Ten Club.

## Kings Hall
Die Kings Hall wurde 1910 als Umbau eines Tearoom eröffnet, 1928 vergrößert und als eine „saucer like arena“ (untertassenförmige) Arena mit 7.000 Sitzplätzen neu eingerichtet. Der Name „Kings“ wurde gewählt in Referenz gegenüber den zwei Königen, die während der sechswöchigen Bauphase regierten: George V. und Edward VII. Die Halle sollte für Veranstaltungen wie „Demonstrationen, Ausstellungen, Soziale Veranstaltungen, u. ä.“ dienen. Bis in die 1970er diente sie als beliebter Veranstaltungsort für Konzerte und es traten Künstler wie Jimi Hendrix, The Who, The Rolling Stones und Led Zeppelin auf. Die Kings Hall wurde 1942 übergangsweise zum Standplatz für das Hallé Orchestra, als der bisherige Standort, die Free Trade Hall, während den Bombardierungen des Manchester Blitz beschädigt wurde; das Orchester gab in Belle Vue im Verlauf der nächsten 30 Jahre weitere Konzerte.
Von 1961 bis 1966 wurden Bingo-Veranstaltungen abgehalten. Mit einer Kapazität von bis zu 3.500 Mitspielern wurden die Veranstaltungen als „the largest bingo club in the world“ angepriesen. Außerdem wurden viele Ausstellungen in der Hall gezeigt. Mit ihren 100000 sqft (9.300 m²) Ausstellungsfläche war die Hall eine der größten Veranstaltungsorte außerhalb Londons. Die Halle wurde 1956 in drei getrennte Hallen unterteilt.
Die letzte Livemusik-Veranstaltung am 14. Februar 1982 war ein Konzert der Glossop School Band, die im North West Amateur Brass Band Championship teilnahmen. Immerhin noch 1.700 Zuschauer waren anwesend. Die Halle war bereits 18 Monate früher an eine Baufirma, Espley Tyas Development Group, verkauft worden und war zu der Zeit bereits zum Abriss freigegeben. Die Nachricht vom Verkauf hatte die Gründung lokaler Action Groups verursacht und diese organisierten eine Petition mit 50.000 Unterschriften, die ohne Erfolg versuchten, die Halle zu retten. Die Ausstellungshallen wurden 1983 noch an Mullet Ltd. verkauft, aber die Konkurrenz durch das neueröffnete G-Mex Exhibition and Conference Centre im Zentrum von Manchester führten zur endgültigen Schließung. Das Gelände wurde 1987 an die British Car Auction Group und die Gebäude abgerissen um Platz für ein großes Auto-Auktionshaus zu schaffen.

## Catering
Der Park war zwischen 10:00 am und 10:30 pm geöffnet. Kioske boten Snacks und Eis an und der Park unterhielt seine eigene Eis-Herstellung. Familien konnten die Hot-Water Rooms nutzen, von denen jeder bis zu 3.000 Gäste beherbergen konnte. In diesen Räumen gab es heißes Wasser für Getränke und Geschirr für die Gäste, die ihr eigenes Picknick mitbrachten. 1892 wurde dafür 2 Penny pro Person verlangt und es waren auch Cakes und Fruchtaufstriche in der parkeigenen Bäckerei erhältlich, sowie On-Site-Kitchens (Kochstellen) gegen Aufpreis. „One shilling tea rooms“, in unmittelbarer Nachbarschaft der Hot Water Rooms, boten Lunchtime Deals, wie beispielsweise ein Kännchen Tee, Brot und Butter, Grünen Salat und Frucht-Kekse für einen Shilling. Die teureren Restaurants öffneten gewöhnlich erst abends. Alkohol konnte in vielen Licensed Premises (Kiosk) im Park erworben werden, sowie auch, bis 1928, Bier aus Belle Vues eigener Brauerei. Viele Pubs hatten sich auch in unmittelbarer Umgebung des Parks angesiedelt.
Licensed Hotels wurden an jedem der drei Eingänge erbaut. Das Longsight Hotel (gebaut 1851, abgerissen 1985) war sogar Teil des Eingangs. Das Lake Hotel (1876) hatte Stellplätze zum Unterstellen von Pferden, die Belle Vues Besuchern gehörten. Es wurde 1929 erweitert und nochmals 1960, als ein Konzertsaal gebaut wurde, in dem Late-Night Entertainment angeboten wurde. Nach der Schließung in den 1980ern wurde das Hotel abgerissen. Das Hyde Road Hotel und Restaurant am Haupteingang, besser bekannt als Belle Vue House, wurde 1942 umbenannt in Palm Court Restaurant und 1969 in Caesar's Palace. Es beherbergte eine Cabaret Bar und ein Restaurant, das 1976 in eine Spielhalle (amusement arcade) umgewandelt wurde und nochmals in Jennison's Ale House umbenannt wurde. Das Gebäude wurde nach einem Teil-Einsturz 1980 geschlossen.

## Feuerwerk
Nach einem Ausflug nach London auf die The Great Exhibition 1851 wurden Jennisons Pläne für Belle Vue noch ambitionierter. Er entschied große, „fantastic“ Feuerwerke zu veranstalten und stellte dafür einen Bühnenbildner (scenic artist), George Danson, an, der eine 30.000 sqft (2.800 m²) großes Bühnenbild entwerfen und herstellen musste. Die Feuerwerk-Shows wurden auf einer Insel in der Mitte des Firework Lake durchgeführt, wo auch ein kleines Naturhistorisches Museum stand. In Übereinstimmung mit Jennisons Prinzip der Selbstversorgung wurden auch die Feuerwerkskörper in Belle Vue selbst hergestellt.
Die erste Show wurde am 2. Mai 1852 gezeigt, sie war von „Signor Pietro“ zusammengestellt worden. Themen für die frühen Shows waren häufig „Schlacht-Inszenierungen“ (battle enactment), die beim Publikum sehr gut ankamen. Erst dadurch wurde Belle Vue zu einem Ganztages-Ausflugsziel. Für die Feuerwerk-Shows wurden auch echte Menschen und echte Waffens eingesetzt und einige davon, 1866-vintage Snyder Rifles, wurden sogar im Zweiten Weltkrieg an Mitglieder der örtlichen Home Guard ausgehändigt. Die erste Show, ein Reenactment des Bombardment of Algiers setzte 25 Männer, 300 Raketen, 25 „large shells“ (Bomben) und 50 Roman candles. 18.000 Zuschauer kamen zur Aufführung.
Die Shows wurden auch während des Ersten Weltkrieges fortgeführt, mit der Besonderheit, dass aufgrund des Defence of the Realm Act Raketen verboten waren. Zeitgenössische Ereignisse wurden verarbeitet, wie zum Beispiel 1915, als das Thema „The Battle of the Marne“ war; 1916 wurde „The War in Flanders“ (Der Krieg in Flandern) gezeigt. Währenddem wurde ein Zuschauer so mitgerissen von den Darbietungen, dass er durch den See watete, um an den „Kämpfen“ teilzunehmen. Im Vorfeld des Zweiten Weltkrieges war das Thema für die Show 1933 „Air Raid on London“ (Luftangriff auf London).
Das letzte große Feuerwerk wurde 1956 zum Thema „Robin Hood and His Merrie Men“ veranstaltet.

## Circus
Der erste Belle Vue Circus fand 1922 statt, war aber zunächst ein Flop. Der nächste wurde erst 1929 veranstaltet, nachdem die Company einen Deal mit der Blackpool Tower Company ausgehandelt hatte, woraufhin Blackpool Shownummern und Ausrüstung lieferte und sich der Zirkus zu einem regelmäßigen Weihnachts-Event in der Kings Hall entwickelte. Einer der ersten Zugänge von Blackpool war der Ringmaster George Claude Lockhart, der auch als „the prince of ringmasters“ (Der König der Sprechstallmeister) bekannt war. Lockhart wurde zum Synonym für den Belle Vue Circus und sein Gesicht zierte viele Werbeplakate. Der Zoo-Superintendent Gerald Iles ließ auch einige der Zootiere im Zirkus auftreten, in einer Zirkusnummer, die als Noah’s Ark bekannt wurde.
In der Saison 1967–68 anlässlich seiner 39. Aufführung in Folge, wurde der Zirkus zeitweise in „George Lockhart Celebration Circus“ umbenannt. Lockhart war 43 Jahre lang Ringmaster bis zu seiner Pensionierung 1970 im Alter von 90 Jahren. Seine Nachfolgerin, die in Dänemark geborene Nelly Jane, nahm die Position nur zwei Jahre lang ein, bevor Norman Barrett, der letzte Ringmaster, diese Rolle übernahm. Ein weiteres Zirkus-Urgestein war der Band Leader und Belle Vues Musical Director Fred Bonelli, dessen Karriere bei der Zirkusband von Barnum and Bailey’s als Trompeter begonnen hatte, und der dann die wechselnden Belle Vue Circus Bands 40 Jahre lang leitete.
Viele Zirkusnummern zeigten Tiere, wie zum Beispiel Eugene Weidmanns gemischte Gruppe von Tigern und Bären, Thorson Kohrmann und seine „Farmyard Friends“ (Farm-Tiere), Willi Mullens „Caucasian Cavalry & Ponies“, Miss Wendys „Performing Pigeons“ (Tauben) und Harry Bellis „Horse Riding Tiger — to say nothing of the Dog!“ Neben den Tiernummern gab es auch die üblichen Akrobaten, Strongmen und Clowns, von denen zwei, Robert George John Francis Fossett (Jacko the Clown) und sein Partner William Alfred Merchant („Little Billy“), dreißig Jahre in Belle Vue auftraten.
Die letzte Zirkusvorführung in der Kings Hall fand 1981 statt. Einige Jahre lang wurde der Zirkus im Parkhaus weitergeführt, dann noch in einem Zelt auf Brachland gegenüber dem Haupteingang an der Hyde Road.

## Sportanlagen
Ein „Athletics Stadium“ wurde 1887 gebaut und Sportveranstaltungen wurden in der Folge eine dauerhafte Institution.

### Greyhound Racing
Greyhound Racing wurde 1926 in Belle Vue eingeführt, auf der ersten ausschließlich dafür errichteten Rennbahn (Belle Vue Stadium) in Großbritannien. Die Bahn kostete £22.000 und wurde auf Land gebaut, welches Belle Vue an die Greyhound Racing Association (GRA) verpachtete. Der Verein wurde damals von Sir William Gentle geleitet, der ebenso Vorsitzender von Belle Vue (Manchester) Ltd. war. Das Gelände wurde 1937 an die GRA verkauft, mit der Bedingung, dass es ausschließlich für Windhundrennen genutzt würde.

### Speedway

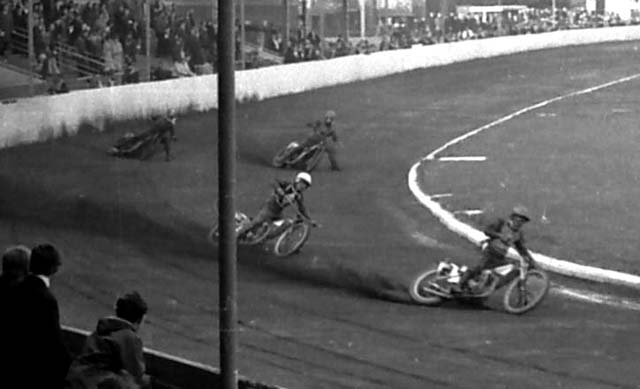
Speedway Racing, 1963.

Eine der Aktivitäten, für die Belle Vue ein Synonym wurde, war Motorcycle Speedway-Rennen (damals auch als „Dirt Track Racing“ bezeichnet). Dies begann am 28. Juli 1928, in der vor kurzem errichteten Greyhound Racing Arena. Die Rennen waren sehr beliebt und man entschied, das Leichtathletikfeld von 1887 in ein Speedway Stadium umzugestalten. Am 23. März 1929 wurde es eröffnet. In seiner Zeit war es das größte Speedway Stadium im Land und möglicherweise sogar weltweit. Es wurde zum Heim für die Belle Vue Aces, wurde aber auch für andere Sportarten genutzt (Football, Cricket, Rugby League, Baseball, Stock Car Racing, Tennis). Das Stadium hatte überdachte Sitzplätze für 40.000 Zuschauer. Da die Speedway-Motorräder mit Holz-Alkohol („dope“) betrieben wurden, waren sie im Zweiten Weltkrieg nicht von den Treibstoff-Rationierungen betroffen und die Rennen konnten weitergeführt werden, als ob nichts wäre.
Belle Vue verkaufte das Stadium 1982. Speedway-Rennen wurden dort weiterhin bis 1987 durchgeführt. Die letzte Veranstaltung war ein Stock-Car-Rennen am 14. November 1987, kurz bevor das Stadium abgerissen wurde. Die Belle Vue Aces kehrten in ihren ersten Standort zurück, das Greyhound Stadium, wo sie 1929 begonnen hatten.

### Boxen und Wrestling
Von den späten 1920ern bis zum Ausbruch des Zweiten Weltkrieges war Belle Vue das „the boxing Mecca of Europe“. Wettkämpfe (Bouts) wurden in der Kings Hall ausgetragen und auch wenn die Popularität in den Nachkriegsjahren sank, veranstaltete Belle Vue einen World Championship Fight 1964 zwischen Terry Downes und Willie Pastrano der vom Fernsehen übertragen wurde.
Der erste Wrestling-Contest fand am 15. Dezember 1930 in der Kings Hall statt. Diese Veranstaltungen wurden bis auf eine Pause im Zweiten Weltkrieg bis 1981 veranstaltet und zogen bis zu 5.000 Besucher an. Zu den beliebtesten Kämpfern gehörten Jack Pye, Shirley Crabtree (Big Daddy) und Martin Ruane (Giant Haystacks).

### Rugby League
Das Speedway Stadium wurde auch Heimat für den Rugby-League-Club, Broughton Rangers (Belle Vue Rangers), die auch internationale Spieler unter Vertrag nahmen, wie zum Beispiel Frank Whitcombe (und der auch im Zoo als Tierpfleger arbeitete), Billy Stott und James Cumberbatch. Als der Club 1933 von Belle Vue aufgekauft wurde, erhielt Broughton einen Pachtvertrag über 21 Jahre zur Nutzung des Stadium, zu einer Pacht, die von den Besucherzahlen abhängig sein sollte. Das erste Anglo-Australische Test Match der 1933–34 Kangaroo tour of Great Britain wurde in Belle Vue ausgetragen. Dabei gewann die Heimmannschaft und es waren ca. 34.000 Zuschauer anwesend.
Die Spiele wurden während des Zweiten Weltkrieges ausgesetzt und zur Wiederaufnahme der Spiele 1945 wurde der Club umbenannt in Belle Vue Rangers. Belle Vue lehnte eine Verlängerung der Pacht ab, als 1955 der Vertrag auslief, da das Arrangement eine „finanzielle Last“ (financial burden) bedeutete und das Team wurde aufgelöst.

### Football
Nach einem Feuer auf dem Gelände von Manchester Citys Hyde Road Football Stadium 1920 zog der Club in Erwägung, in das Belle Vue Athletics Stadium umzuziehen, aber der Platz reichte nicht aus. Auf Geheiß von Belle Vue-Direktor John Henry Iles und John Ayrton wurde Manchester Central F.C. gegründet und spielte seine Heimspiele im Speedway Stadium. Eines von Manchester Centrals ersten Spielen in Belle Vue erhielt Besuch von den Titelverteidigern des FA Cups, den Blackburn Rovers im September 1928. Der Club bemühte sich erfolglos um Aufnahme in The Football League 1930 und 1931; aber da damit auch der Zweck verloren ging, ging der Club ein und wurde 1934 zu den Akten gelegt.

## Gegenwart
„Als es schloss, hinterließ Belle Vue eine klaffende Lücke im Herzen der Region, die niemals mehr komplett geschlossen werden konnte. Es gab den Menschen einen Zielpunkt, etwas, auf das sie stolz sein konnten, einen Ort, zu dem sie ihre Familien ausführen konnten und sicher sein konnten, dass sie einen tollen Ausflugstag genießen würden, zu erschwinglichen Kosten.“

1963 wurde der Top Lake (Great Lake) aufgefüllt und eine 32 Spuren breite Bowling-Anlage auf dem Gelände errichtet. Sie war bekannt als Belle Vue Granada Bowl und eröffnete 1965, beworben als „the north's leading luxury centre“. 1983 nach der Schließung der Reste von Belle Vue, wurde sie an die First Leisure Group verkauft und Bowling wurde einige Zeit weiter betrieben. Ein Snooker-Club wurde 1985 in einer Ecke des Car Park angelegt. Alles, was von Belle Vue 2010 noch übrig war, ist das Greyhound Stadium und der Snooker Club; der ursprüngliche Park ist heute ein Industrie- und Wohngebiet. Eine Straße im Wohngebiet, die Lockhart Close, wurde nach dem Circus Ringmaster George Lockhart benannt.
In den Nachwirkungen von Manchesters erfolgloser Bewerbung um das Regional Casino (supercasino) 2008, begannen lokale Initiativen für den Bau eines Linear Park in dem Areal zu werben, wobei sie auf das „Vermächtnis von Belle Vue“ (the legacy of Belle Vue) hinwiesen. Dieser Park sollte einen neuen Zoo, Wildpark und Vergnügungspark umfassen.